# Nedeljko Čabrinović
Nedeljko Čabrinović (în chirilică: Недељко Чабриновић; n. 2 februarie 1895, Sarajevo, Austro-Ungaria – d. 20 ianuarie 1916, Terezín) a fost un sârb, membru a mișcării pro-Iugoslavia Tânăra Bosnie și unul din cei șase reprezentanți ai organizației Mâna Neagră care au planificat Atentatul de la Sarajevo, în care au fost uciși arhiducele Franz Ferdinand al Austriei și soția sa, în iunie 1914.